# Crambus ocyperas
Crambus ocyperas là một loài bướm đêm trong họ Crambidae.